# Maria Núria Buenaventura i Puig
Maria Núria Buenaventura i Puig (Barcelona, 24 de desembre de 1955) és una política catalana, diputada al Congrés dels Diputats en la IX legislatura.
Ha treballat com a mestra i ha militat primer en el PSUC i després a Esquerra Unida i Alternativa. Fou elegida regidora de Rubí a les eleccions municipals espanyoles de 1991, 1995 i 1999, en fou alcaldessa de 2000 a 2003 i diputada de medi ambient a la Diputació de Barcelona de 2003 a 2007.
Després ha estat Directora General de Medi Natural del Departament de Medi Ambient i Habitatge de la Generalitat de Catalunya, càrrec que deixà el 2010 per substituir en el seu escó Joan Herrera i Torres, elegit diputat al Congrés dels Diputats en les eleccions generals espanyoles de 2008 i que deixava el seu escó per ser cap de llista d'ICV a les eleccions al Parlament de Catalunya de 2010. En 2011 fou condemnada a a tres anys i mig d'inhabilitació per ocupar un treball o càrrec públic per autoritzar l'any 2009 la caça d'ocells protegits amb una tècnica prohibida i va haver de deixar l'escó.